# Лихтенштајнска пошта
Лихтенштајнска пошта АД поштански је оператер Кнежевине Лихтенштајн. У периоду од 1921. до 2000. године поштанске услуге за потребе Лихтенштајна је обављала Швајцарска пошта (енгл. Swiss Post), као део споразума о царинској унији између две државе.

## Галерија
- Пошта у Шану